# Lee's Creek Township
Lee's Creek Township est l'un des trente-sept townships du comté de Washington, en Arkansas, aux États-Unis,. Il est fondé en 1880, à partir des terres des townships de Cove Creek et Crawford.

### Source de la traduction
- (en) Cet article est partiellement ou en totalité issu de l’article de Wikipédia en anglais intitulé « Lee's Creek Township, Washington County, Arkansas » (voir la liste des auteurs).